# شهرستان پایک (ایندیانا)
شهرستان پایک، ایندیانا (به انگلیسی: Pike County, Indiana) شهرستانی در ایالات متحده آمریکا است که در ایندیانا واقع شده‌است.